# جی‌بی‌یو-۱۵
جی‌بی‌یو-۱۵(به انگلیسی: GBU-15) یک بمب سرشی بدون موتور است که برای نابود کردن هدف‌های کلان دشمن به کار می‌رود. این بمب برای هواگردهای اف-۱۵ئی استرایک ایگل، اف-۱۱۱ آردوارک و اف-۴ فانتوم ۲ طراحی شده، ولی نیروی هوایی ایالات متحده هم‌اکنون این بمب را فقط با جنگندهٔ اف-۱۵ئی به کار می‌برد. جی بی یو-۱۵ می‌تواند با بمب افکن بی-۵۲ استراتوفورترس به عنوان یک بمب دوربرد ضد کشتی به کار رود. سازندهٔ این بمب شرکت راکول اینترنشنال است.